# Astronautika
Astronautika je područje znanosti i tehnologije, koja se bavi umjetnim objektima za putovanja izvan zemljine atmosfera. 
Obuhvaća polja tehnologije i posebice znanosti o materijalima i inženjerstvo - koji su preduvjet uspješnih svemirskih putovanja i istraživanja gornje atmosfere. Naime, astronautika bavi uglavnom projektiranjem, izgradnjom i pogonom rakete i njihove nosivosti (sateliti, svemirske sonde i drugih instrumenata). 
Uključuje letove svemirskih brodova i Space Shuttlea, svemirskih letjelica i  svemirskih postaja. 
Astronautka također uključuje teoriju izračuna svemirskog leta, tehnička rješenja rakete, goriva, usmjeravanje sustava za praćenje, kontrolu, veze, komunikacije, obrade podataka, izgradnju satelita i druge opreme. 
Uključuje pitanja vezana uz boravak čovjeka u svemiru, znanost i istraživačke programe u suradnji s istraživanjem prostora oko Zemlje i drugih nebeskih tijela, kao i istraživanje površine nebeskih tijela. 

## Vanjske poveznice
- Astronautika Hrvatska tehnička enciklopedija, portal hrvatske tehničke baštine. LZMK

- Raketna tehnika Hrvatska tehnička enciklopedija, portal hrvatske tehničke baštine. LZMK